# Jacob Katzenstein
Jacob Katzenstein (ur. 7 stycznia 1864 w Preußisch Oldendorf, zm. 3 września 1922 w Berlinie) – niemiecki lekarz otorynolaryngolog. 
Studiował w Berlinie i Fryburgu. Był uczniem Benno Baginsky′ego i Bernharda Fraenkla. Od 1909 roku wykładał na Uniwersytecie Fryderyka Wilhelma w Berlinie, najpierw jako Privatdozent, od 1922 roku jako profesor nadzwyczajny. Redagował czasopismo „Archiv für experimentelle und klinische Phonetik”.